# Meistaradeildin
De Meistaradeildin (Meesterdivisie) is de hoogste voetbalcompetitie voor mannen op de Faeröer Eilanden. Om sponsorredenen wordt de voetbalklasse ook wel Betrideildin genoemd. De competitie, waarin tien clubs strijden om het landskampioenschap, wordt georganiseerd door de FSF.  

## Competitie
Vanaf 1942 zijn er enkele naamswijzigingen doorgevoerd, meestal vanwege de hoofdsponsor van de competitie.

1942-1975: Meistaradeildin

1976-2004: 1. deild

2005-2008: Formuladeildin

2009-2011: Vodafondeildin

2012-2017: Effodeildin

2018-2018: Betrideildin
De competitie bestaat uit tien clubs die elk seizoen drie keer tegen elkaar uitkomen. De kampioen plaatst zich voor (de voorronden van) de Champions League en de nummer twee, samen met de bekerwinnaar, voor (de voorronden van) de UEFA Conference League.
Onder de Meistaradeildin bevinden zich nog de 1. Deild, 2. Deild en de 3. Deild, dat zijn respectievelijk de tweede, derde en vierde klasse in het Faeröerse voetbalsysteem. De twee succesvolste clubs zijn HB Tórshavn en KÍ Klaksvík met respectievelijk 23 en 17 kampioenschappen. HB is de enige ploeg die vanaf het ontstaan van de divisie op het hoogste niveau speelt, KÍ ontbrak een seizoen.

## Kampioenen

### Prestaties per club
| Club            | Titels | Jaren |
| --------------- | ------ | --- |
| HB Tórshavn     | 024    | 1955, 1960, 1963, 1964, 1965, 1971, 1973, 1974, 1975, 1978 1981, 1982, 1988, 1990, 1998, 2002, 2003, 2004, 2006, 2009 2010, 2013, 2018, 2020 |
| KÍ Klaksvík     | 021    | 1942, 1945, 1952, 1953, 1954, 1956, 1957, 1958, 1961, 1966 1967, 1968, 1969, 1970, 1972, 1991, 1999, 2019, 2021, 2022, 2023                  |
| B36 Tórshavn    | 011    | 1946, 1948, 1950, 1959, 1962, 1997, 2001, 2005, 2011, 2014, 2015                                                                             |
| TB Tvøroyri     | 007    | 1943, 1949, 1951, 1976, 1977, 1980, 1987 |
| GÍ Gøta         | 006    | 1983, 1986, 1993, 1994, 1995, 1996 |
| B68 Toftir      | 003    | 1984, 1985, 1992 |
| Víkingur Gøta   | 003    | 2016, 2017, 2024 |
| EB/Streymur     | 002    | 2008, 2012 |
| SÍ Sørvágur     | 001    | 1946 |
| ÍF Fuglafjørður | 001    | 1979 |
| B71 Sandur      | 001    | 1989 |
| VB Vágur        | 001    | 2000 |
| NSÍ Runavík     | 001    | 2007 |

## Eeuwige ranglijst deelname (1947-2025)
Clubs in het vet spelen in 2025 in de hoogste klasse.
| Club            | /78 |
| --------------- | --- |
| HB Tórshavn     | 78  |
| KÍ Klaksvík     | 77  |
| B36 Tórshavn    | 76  |
| TB Tvøroyri     | 59  |
| VB Vágur        | 41  |
| ÍF Fuglafjørður | 39  |
| NSÍ Runavík     | 38  |
| B68 Toftir      | 36  |
| GÍ Gøta         | 28  |
| EB/Streymur     | 24  |
| Víkingur Gøta   | 17  |
| B71 Sandur      | 15  |

| Club               | /78 |
| ------------------ | --- |
| Skála ÍF           | 14  |
| Argja Bóltfelag    | 11  |
| LÍF Leirvik        | 9   |
| 07 Vestur          | 9   |
| FC Suðuroy *       | 8   |
| MB Miðvágur        | 7   |
| FS Vágar           | 6   |
| SÍF Sandavágur     | 4   |
| SÍ Sumba           | 4   |
| TB/FC Suðuroy/Royn | 2   |
| SÍ Sørvágur        | 1   |
| Fram Tórshavn      | 1   |

*in 1995 als Sumba/VB, in 2006, 2007 als VB/Sumba

## Ontwikkeling

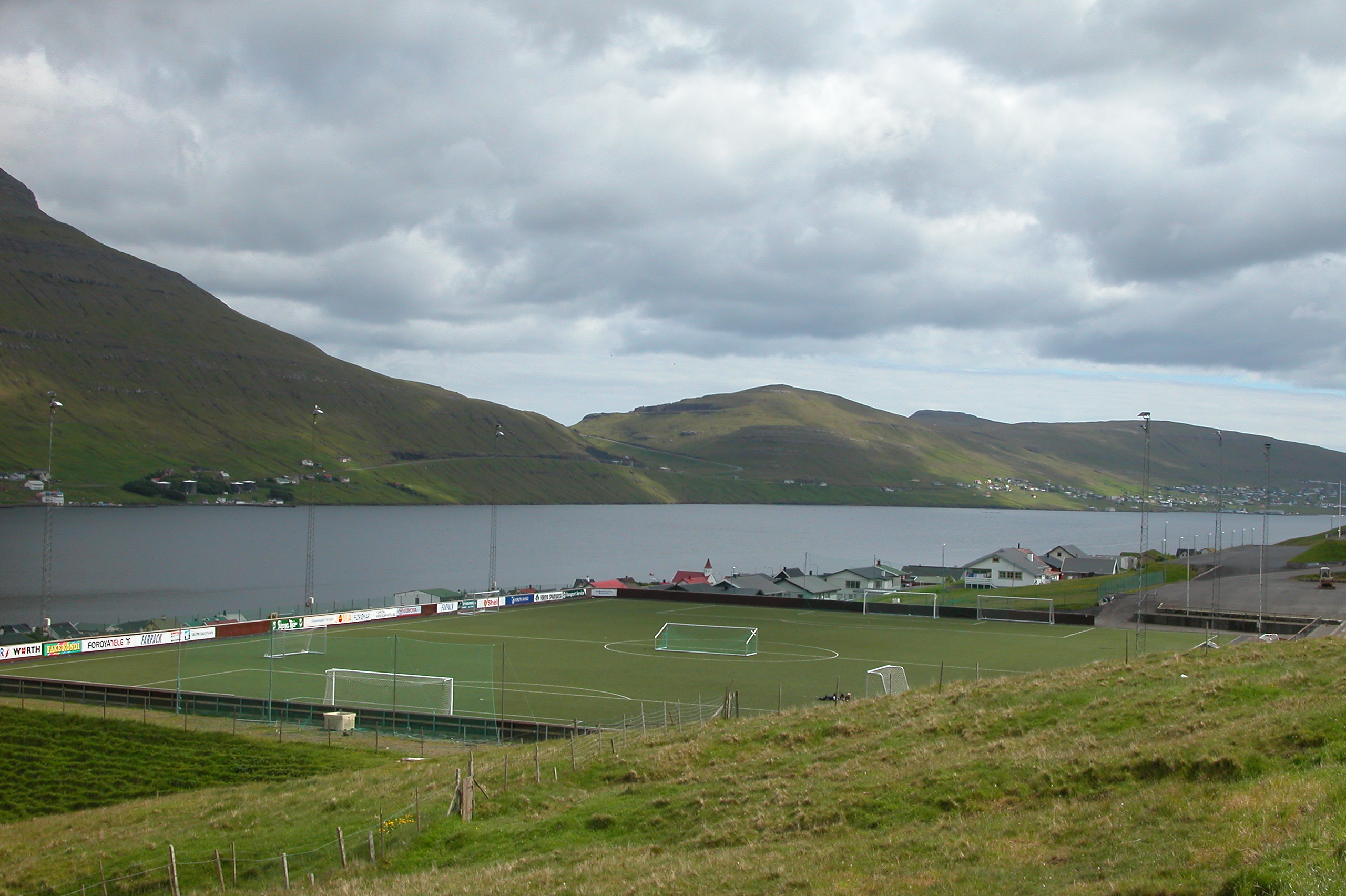
Voetbalveld van Skala ÍF in Skáli.

In 1942 werd de Meistaradeildin opgericht en werd de kampioen door middel van een afvalrace bekendgemaakt waaraan vier ploegen deelnamen: KÍ Klaksvík, TB Tvøroyri, B36 Tórshavn en HB Tórshavn. Uiteindelijk ging de titel naar eerstgenoemde. Een jaar later kwam er een tweede klasse, maar er was nog geen promotie-degradatiesysteem in die tijd. In 1944, een jaar na de invoering van het tweede niveau, werd er geen competitie gespeeld. Het volgende seizoen zou een jaar later aanvangen waarin TB Tvøroyri uiteindelijk de titel zou pakken. Ook andere teams als onder andere MB Miðvágur, SÍ Sørvágur en VB Vágur deden regelmatig mee aan de competitie in de jaren veertig. SÍ eindigde als tweede in 1945 en won het kampioenschap in 1947, maar verliet daarna de competitie weer. Datzelfde gold voor VB Vágur, men kwam zich in 1952 opnieuw in de competitie aansluiten, maar na twee seizoenen vond de club het weer genoeg en stapte uit de competitie.
Tot en met 1970 was KÍ de beste ploeg op de eilandengroep, met veertien kampioenstitels. Een jaar later kwam ÍF Fuglafjørður voor het eerst meedoen aan de competitie en in 1976 ook NSÍ Runavík. Daarmee steeg het aantal clubs in de competitie naar zeven.
In datzelfde jaar werd de naam Meistaradeildin geschrapt en ging de competitie verder door het leven als 1.Deild (eerste divisie). Ook werd de promotie-degradatieregeling ingevoerd, waarbij de nummer laatst uit de 1.Deild degradeerde naar de 2.Deild. NSÍ degradeerde in haar eerste seizoen, de eerste promovendus daarvoor in de plaats was Fram Tórshavn, dat na één seizoen meteen weer een stapje terugzette.
In 1979 werd de FSF opgericht die uiteindelijk de touwtjes in handen kreeg. Daardoor kregen steeds meer clubs de kans om zich in te schrijven voor de competitie en steeg het aantal clubs naar acht.

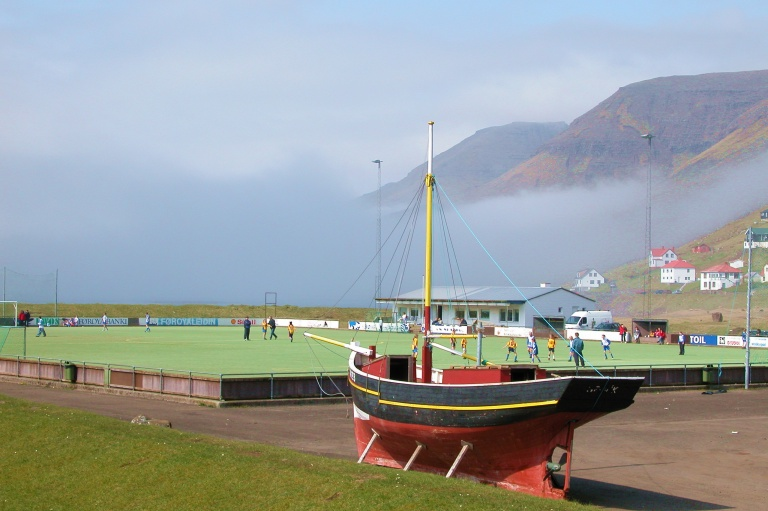
De thuisbasis van 07 Vestur ligt naast Luchthaven Vágar in Sørvágur.

Vanaf 1992 werd de eilandengroep in de Atlantische Oceaan uitgenodigd om deel te nemen aan de Europese competitie. KÍ Klaksvík was daarbij de eerste ploeg die mocht deelnemen aan een internationale competitie waarin in twee wedstrijden werd verloren van het Letse Skonto FC. In de jaren negentig werden ook de barragewedstrijden ingevoerd: de nummer negen van de 1.Deild moest het opnemen tegen de nummer twee van de 2.Deild om zijn plaats veilig te stellen. Later werd deze regeling echter weer verworpen.
In 1995 ging men over naar het driepuntensysteem: elke ploeg die won kreeg drie punten erbij op de ranglijst, in plaats van twee. In 2003 werd KÍ Klaksvík voor het eerst van de troon gestoten, want HB Tórshavn brak het record van 17 kampioenstitels en kreeg een jaar later zelfs de 18de titel erbij.
Vier jaar na de eeuwwisseling werd de competitie gesponsord door Formula en ging de competitie officieel Formuladeildin heten. De tweede klasse ging 1.Deild heten, de derde klasse en vierde klasse 2. en 3.Deild. Vijf jaar later werd er een nieuw sponsorcontract gesloten van drie jaar met Vodafone en heette de competitie in de periode 2009-2011 Vodafonedeildin. In 2012 werd bekend dat het energiebedrijf Effo beslag kon leggen op de naam van de competitie. Daarom heet de competitie vanaf nu officieel Effodeildin. Verder werden de tv-rechten door de voetbalbond verkocht aan Kentaro voor 64 miljoen DKK. Vóór 2012 lagen deze rechten in handen van Sportfive, dat 11 miljoen Deense kronen betaalde.
Qua infrastructuur ontwikkelt het Faeröerse voetbal zich ook. Zo voldoen alle clubs aan moderne kunstgrasvelden. Daarnaast moet er minimaal 200 zitplaatsen zijn voor toeschouwers in de hoogste klasse.
| Seizoen    | Clubs           | Modus            | AW              | Degradatieregeling              |
| ---------- | --------------- | ---------------- | --------------- | ------------------------------- |
| 1942       | 09              | Afvalcompetitie  | 13              | –                               |
| 1943       | 12              | Afvalcompetitie  | 17              | –                               |
| 1944       | geen competitie | geen competitie  | geen competitie | geen competitie                 |
| 1945       | 07              | Afvalcompetitie  | 10              | –                               |
| 1946       | 08              | Afvalcompetitie  | 13              | –                               |
| 1947       | 07              | Halve competitie | 21              | geen                            |
| 1948–1949  | 6               | Halve competitie | 15              | geen                            |
| 1950       | 05              | Hele competitie  | 20              | geen                            |
| 1951       | 04              | Hele competitie  | 12              | geen                            |
| 1952       | 05              | Hele competitie  | 20              | geen                            |
| 1953–1955  | 04              | Hele competitie  | 12              | geen                            |
| 1956–1959  | 05              | Hele competitie  | 20              | geen                            |
| 1960–1963  | 04              | Hele competitie  | 12              | geen                            |
| 1964       | 04              | Hele competitie  | 08              | geen                            |
| 1965       | 04              | Hele competitie  | 12              | geen                            |
| 1966–1970  | 05              | Hele competitie  | 20              | geen                            |
| 1971–1975  | 06              | Hele competitie  | 30              | geen                            |
| 1976–1977  | 07              | Hele competitie  | 42              | 1 degradant                     |
| 1978       | 07              | Hele competitie  | 42              | 0 degradanten                   |
| 1979–1986  | 08              | Hele competitie  | 56              | 1 degradant                     |
| 1987       | 08              | Hele competitie  | 56              | 0 degradanten                   |
| 1988–1994  | 10              | Hele competitie  | 90              | 2 degradanten                   |
| 1995–2004  | 10              | Hele competitie  | 90              | 1 degradant, 1 barragewedstrijd |
| 2005       | 10              | 1,5-competitie   | 135             | 1 degradant, 1 barragewedstrijd |
| 2006–2016  | 10              | 1,5-competitie   | 135             | 2 degradanten                   |
| 2017–heden | 10              | 1,5-competitie   | 135             | 1 degradant                     |

### Nationaliteiten

#### Spelers

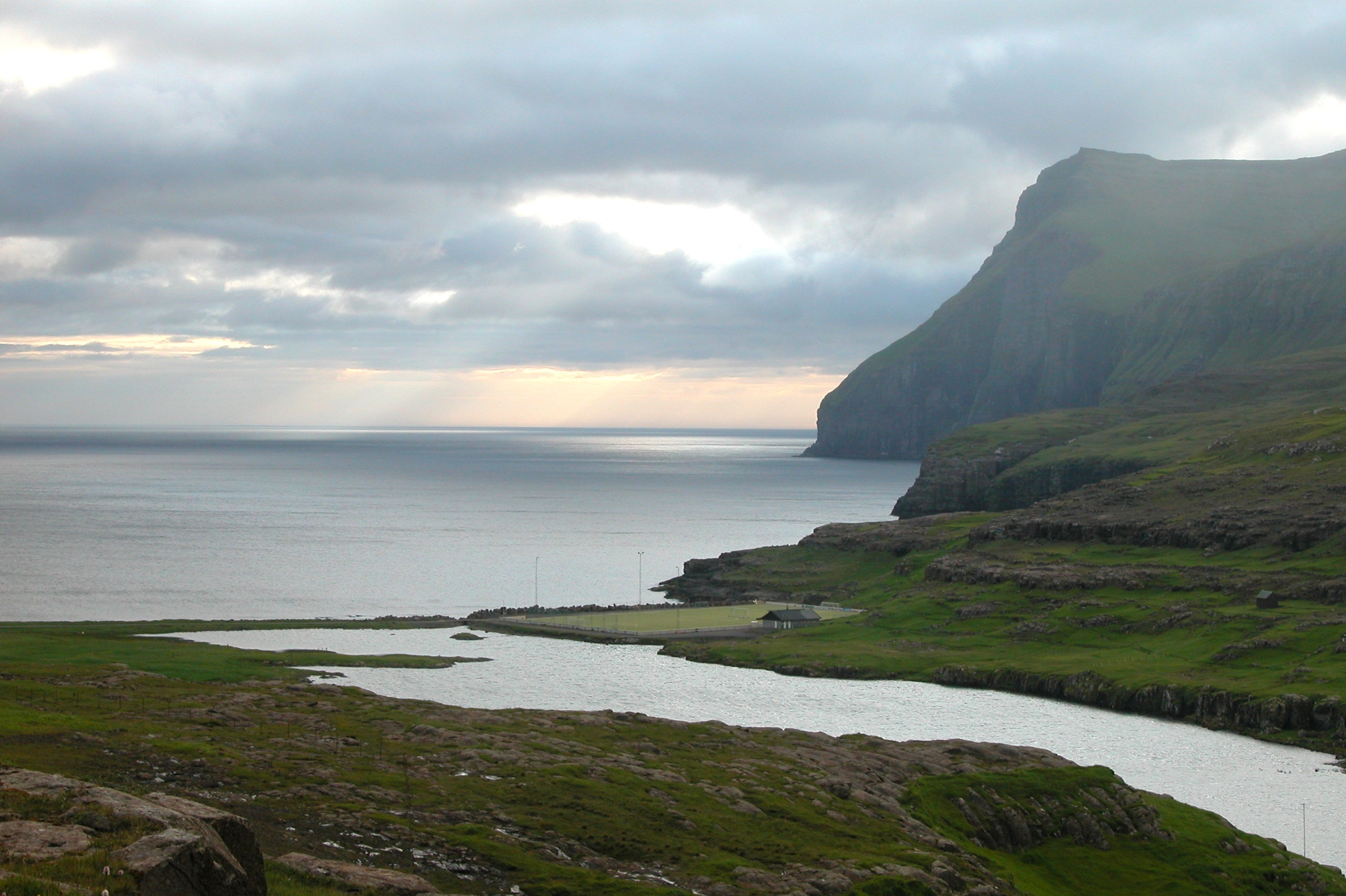
Mølin, het oude voetbalveld van EB/Streymur. De club verhuisde in 2007 naar Streymnes, omdat dit voetbalveld niet meer voldeed aan de UEFA-standaardeisen. Overigens wel Mølin wel verkozen tot het mooist gelegen voetbalveld van het gehele Deense koninkrijk.

87% van de in totaal 232 spelers uit de hoogste competitie waren van Faeröerse afkomst. Het grootste deel van de buitenlandse spelers komt oorspronkelijk uit Servië, dat tien spelers in deze competitie heeft lopen. Verder volgen Denemarken, Ivoorkust, Senegal en Hongarije met vier spelers in de competitie. Een jaar later was nog altijd 86% van de spelers uit de Faeröer afkomstig, opnieuw gevolgd door Servië (6), Senegal (5) en Denemarken (3) en Polen (3).

#### Trainers
Vanaf 1987 worden de clubs in de hoogste klasse door 116 verschillende trainers begeleid, waarvan bijna 59% uit de Faeröer komt. Denemarken volgt met 21%, verder Servië met 11%, Engeland met 5%, Polen 4% en IJsland 3%. Verder waren er ook Zweedse, Bulgaarse, Litouwse en Roemeense trainers te vinden.

### Toeschouwers
De gemiddelde wedstrijd op de eilandengroep wordt door zo'n 500 toeschouwers bijgewoond. De derby's tussen HB en B36 en die van KÍ tegen EB/Streymur en Víkingur en overige topwedstrijden worden vaak door zo'n 1.000 à 2.000 mensen bijgewoond. In uitzonderingen zoals de bekerfinale worden er zelfs 3.000 verwacht.

### Actuele competitie

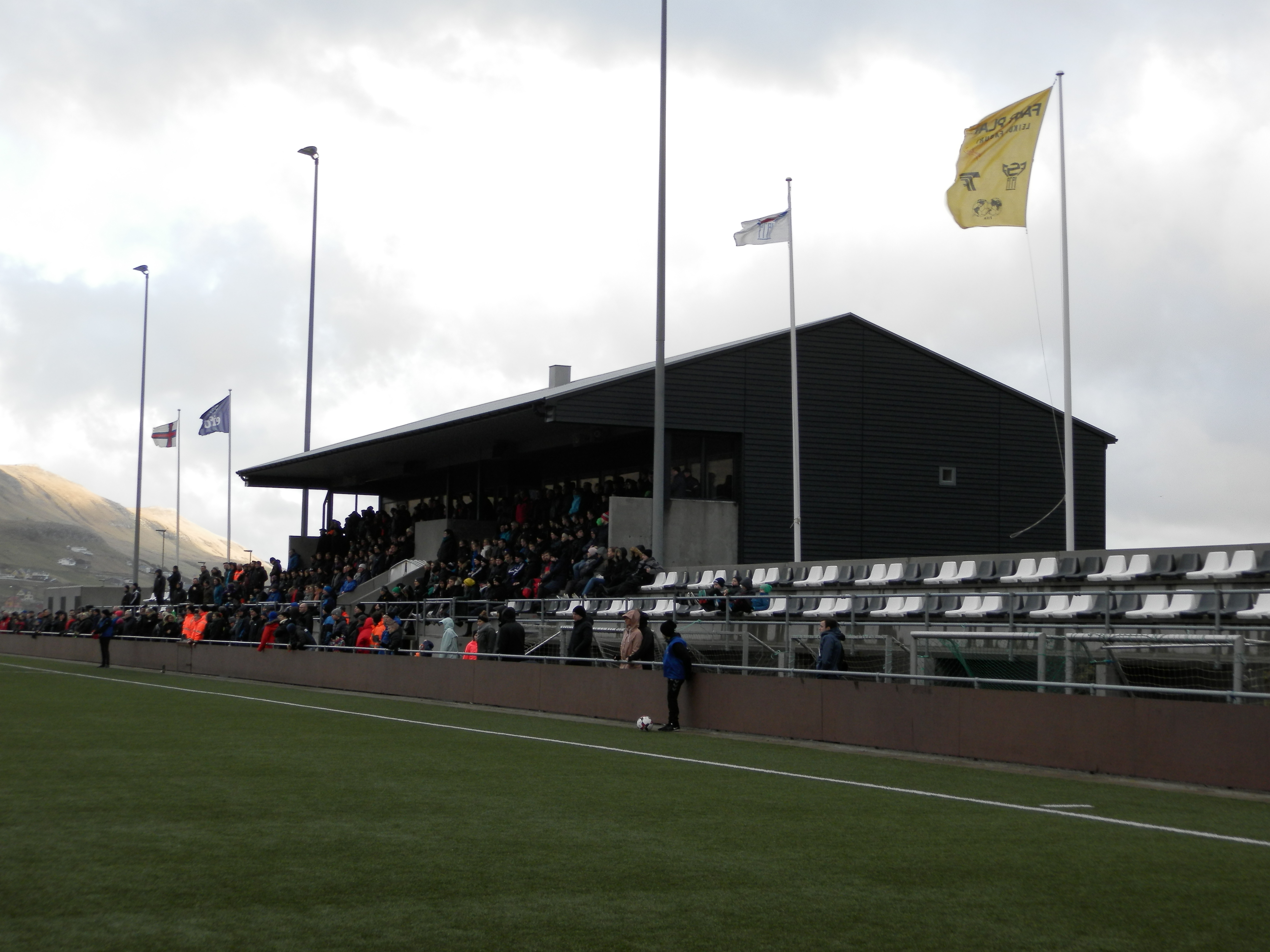
De voetballocatie van TB op het eiland Suðuroy.

In de Betrideildin speelt elke club in 27 speeldagen drie keer tegen een andere ploeg. De vijf hoogst geëindigde clubs uit het vorige seizoen mogen daardoor 14 thuiswedstrijden spelen, de overige vijf clubs spelen een thuiswedstrijd minder. De kampioen plaatst zich voor de voorrondes van de Champions League, terwijl de nummers twee en drie én de bekerwinnaar zich voor de voorrondes van de Europa League plaatsen. Als laatste degraderen de twee laatste geëindigde ploegen naar de tweede klasse.

#### Gele en rode kaarten
Wanneer een speler in de loop van het seizoen vijf gele kaarten krijgt, volgt er een uitsluiting van één competitiewedstrijd. Elke twee gele kaarten daarna betekent opnieuw het missen van één wedstrijd.
Als een speler de rode kaart krijgt te zien, zal deze speler minstens één competitie- of bekerwedstrijd moeten missen.